# صبغات حساسة للجهد

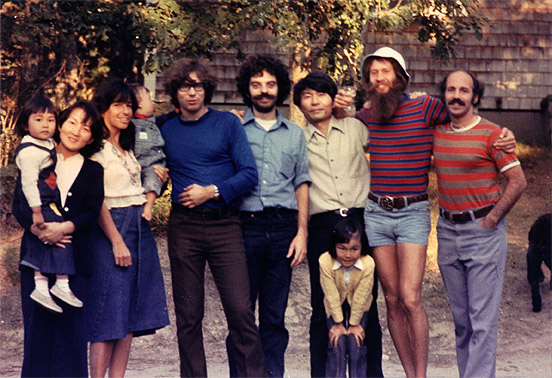

صبغات حساسة للجهد ومعروفة أيضا باسم صبغات قياس الجهد، وهي اصباغ تتغير خصائصها الطيفية حسب استجابتها لتغير الجهد، وهي قادرة لتزويد ب قياسات خطية لنشاط الحرق لنيورون فردي أو مجموعات عصبية كبيرة أو نشاط الخلايا العضلية، ويرافق العديد من العمليات الفسيولوجية تغييرات في الغشاء الخلوي والتي يمكن اكتشافها بهذه الاصباغ، وهذه القياسات ربما تشير إلى موقع الاصل لحدوث جهد وتقيس سرعة حدوثه واتجاه أيضا يمكن الحصول عليه.
صبغات قياس الجهد تستخدم أيضا لمراقبة النشاط الكهربائي الذي يحدث داخل العضيات حيث انه لا يمكن ادخال الكترود (اقطاب لفحص التيار الكهربائي)، وهذه العضيات مثل الميتوكونديريا ووتفرعات العمود الفقري. هذه التقنية قوية بشكل خاص لدراسة انماط النشاط في المستحضرات المعقدة ومتعددة الخلايا، وهي تجعل من المحتمل قياس التغيرات المكانية والزمانية غشاء الذي يحدث عليه تغير الجهد للخلايا المفردة

## أنواع الصبغات
فحص سريع الاستجابة: هم عبارة عن صبغات تلوين غشاء طفيلي التي عادة ما تحتوي على زوج من سلاسل الهيدروكربون تعمل كمثبتات غشائية ومجموعة محبة للماء تقوم بمحاذاة كروموفور متعامدة مع واجهة الغشاء مائي. يعتقد أن الكروموفور تشهد تحولا إلكترونيا كبيرا في الشحنة نتيجة الإثارة من الأرض إلى الحالة المثارة، وهذا يكمن وراء الآلية الكهروضوئية المفترضة لحساسية هذه الأصباغ لإمكانيات الغشاء. هذا الجزيء (صبغ) يقحم بين الجزء المحبة للدهون من الأغشية البيولوجية. هذا التوجه يؤكد أن إعادة الإثارة الناتجة عن إعادة شحن ستحدث بالتوازي مع الحقل الكهربائيداخل الغشاء. وبالتالي، فإن التغيير في الجهد عبر الغشاء سيؤدي إلى تحول طيفي ناجم عن تفاعل مباشر بين الحقل والأرض وثنيات القطب المثارة
يمكن لأصباغ الفلطية الجديدة أن تستشعر الجهد مع السرعة العالية والحساسية باستخدام نقل الإلكترون الضوئي (PeT) عبر سلك جزيئي مترافق.
تحقيقات الاستجابة البطيئة: تعرض هذه التغييرات التي تعتمد على احتمالية توزيعها عبر الغشاء والتي يصاحبها تغيير التباين. تشمل مساعي الاستجابة البطيئة النموذجية كاربوسيانين كربوسيانيين ورودامين، واكسونول أيوني.

## امثلة
يتم استخدام الأصباغ الحساسة للجهد المستخدمة عادة بأصباغ امينوابثيلينلبيرادينيوم A ، مثل اعتمادا على التعديلات الكيميائية التي تغير خصائصها الفيزيائية يتم استخدامها في إجراءات تجريبية مختلفة.  تم وصفها لأول مرة في عام 1985من قبل مجموعة أبحاث ليزلي لوف.  هي أحدث صبغة حساسة للجهد مع استجابة سريعة (زمن الاستجابة ns) وحساسية عالية للجهد. وقد تم تطبيقه لقياس إمكانات الفعل لنبوب تي واحد من الخلايا العضلية القلبية بواسطة جويكسوي بو ومساعدينه.  أكدت دراسة حاسوبية حديثة أن أصبباغ امينوابثيلينلبير ادينيوم لا تتأثر إلا بالبيئة الكهروستاتيكية وليس بتفاعلات جزيئية محددة.

## المواد
المادة الأساسية لتصوير نشاط الدماغ مع الأصباغ الحساسة للجهد هي الأصباغ نفسها. هذه الأصباغ الحساسة للجهد محببة للدهون ويفضل أن تكون موضعية في أغشية ذات ذيول مسعور. يتم استخدامها في التطبيقات التي تنطوي على مضان أو امتصاص.فهي سريعة المفعول وقادرة على توفير قياسات خطية للتغيرات في إمكانات الغشاء.
يمكن استخدام مجموعة متنوعة من المعدات المتخصصة بالاقتران مع الأصباغ، والاختيارات في المعدات تختلف وفقا لخصائص التحضير. بشكل أساسي، سوف تشتمل المعدات على مجاهر متخصصة وأجهزة تصوير، وقد تشمل مصابيح أو ليزر تقني.

## نقاط القوة والضعف
تتضمن نقاط قوة نشاط الدماغ في التصوير مع الأصباغ الحساسة للجهد القدرات التالية:
- يمكن أخذ قياس الإشارات السكانية من العديد من المناطق في وقت واحد، ويمكن
- تسجيل مئات العصبونات منها. قد توفر مثل هذه التسجيلات متعددة المواقع معلومات دقيقة عن الإجراء المحتمل والانتشار (بما في ذلك الاتجاه والسرعة)، وعن الهيكل المتفرّع للخلية العصبية.
- يمكن أخذ قياسات نشاط السنبلة في العقدة المنتجة للسلوك ويمكن أن توفر معلومات حول كيفية إنتاج السلوك.
- في بعض الاستعدادات قد يتم عكس التأثيرات الدوائية للأصباغ بشكل كامل عن طريق إزالة ماصة التلطيخ والسماح للخلايا العصبية من 1 إلى 2 ساعة للتعافي.
- يمكن استخدام الأصباغ لتحليل تكامل الإشارة في فروع التغصنات الطرفية. توفر الأصباغ الحساسة للجهد البديل الوحيد لل proteروتينات الحساسة ويرافق العديد من العمليات الفسيولوجية تغييرات في لل genيروسات المشفرة جينياً (مثل البروتينات المشتقة من Ci-VSP) للقيام بذلك.

نقاط الضعف في تصوير نشاط الدماغ مع الأصباغ الحساسة للجهد تشمل المشاكل التالية:
- قد تستجيب الأصباغ الحساسة للجهد بشكل مختلف جداً من إعداد إلى آخر؛ عادة يجب اختبار عشرات الأصباغ من أجل الحصول على إشارة مثالية.  يجب أيضًا تحسين المعلمات التصويرية، مثل الطول الموجي للإثارة، وطول موجة الانبعاثات، وفترة التعرض،
- غالباً ما تفشل الأصباغ الحساسة للجهد في اختراق النسيج الضام أو التحرك عبر الفراغات داخل الخلايا إلى منطقة الأغشية المطلوبة للدراسة.  يعتبر التلوث مشكلة خطيرة في تطبيقات هذه الأصباغ. الأصباغ القابلة للذوبان في الماء، مثلANNINE-6plus ، لا تعاني من هذه المشكلة.
- تشكّل الضوضاء مشكلة في جميع المستحضرات ذات الصبغة الحساسة للجهد وفي بعض المستحضرات قد تكون الإشارة غامضة بشكل ملحوظ.  يمكن تحسين نسبة الإشارة إلى الضوضاء بواسطة التصفية المكانية أو خوارزميات الترشيح الزمني.توجد العديد من هذه الخوارزميات؛ يمكن العثور على خوارزمية معالجة الإشارة في العمل الأخير بصبغة ANNINE-6plus.
- قد تتأثر الخلايا بشكل دائم بالعلاجات. إن التأثيرات الدوائية الأخيرة ممكنة، ويمكن أن تكون الديناميكا الضوئية للأصباغ